# Тюльпан садовий
Тюльпа́н садо́ви́й (Tulipa gesneriana) — багаторічна рослина родини лілійних з невизначеним таксономічним статусом. Помірно отруйна трава з підземними органами у вигляді цибулин, широколанцетними листками і яскравими різнобарвними квітами. Поширена в Східній та Південній Європі, Малій і Центральній Азії, Казахстані, в культурі — в усіх країнах помірної зони. В природі населяє степи і напівпустелі. Дикі популяції взяті під охорону в Україні та 11 регіонах Росії. Популярна декоративна рослина, на основі якої виведено чимало сортів. Серед усіх видів тюльпанів цей поширений у садівництві найбільше.

## Етимологія
Родова назва цієї рослини спочатку з'явилась на батьківщині всіх культурних тюльпанів — у Туреччині. Її виводять від перського слова «дюльбенд», яким називали певний ґатунок тканини, що йшла на пошиття тюрбанів. Припускають, що рослини отримали цю назву або за форму, яка нагадувала тюрбан, або тому, що ними прикрашали тюрбани. Від османів це іменування в XVI—XVII століттях запозичили всі європейські народи. Воно усталилось і в латинській назві роду. Однак в українську мову цей термін потрапив без посередництва латини напряму з Туреччини, адже в той час, коли тюльпани були особливо популярними, між Україною і Османською імперією існували міцні торговельні й культурні зв'язки. Про це свідчить багата народна синонімія: крім узвичаєної вимови «тюльпан», для цієї рослини існують такі назви як даліпа́н, тиліпа́н, тіліпа́н, тулипа́н, туліпа́н, тулюпа́н, тульпа́н, тюліпа́н.
Наукову назву цьому видові дав основоположник систематики Карл Лінней. В ній він увіковічнив ім'я прославленого ботаніка XVI століття Конрада Геснера, якого Лінней вважав своїм учителем, і який був першим укладачем наукового опису цієї рослини. Більшість європейських мов запозичила латинську назву без змін як тюльпа́н Ге́снера. Однак в українській закріпилась інша видова назва — «садовий». Вона підкреслює поширеність цієї рослини у садівництві. Крім неї існує ще такий народний варіант як ту́льпан (тюльпа́н) степови́й, що вказує на степи, як типові оселища цього виду в природі. Етимологія ще декількох народних назв — пі́вник, тульпан півник, пост — не з'ясована. Культурні сорти цього виду іноді об'єднують під назвою тюльпа́н гібри́дний.

## Опис

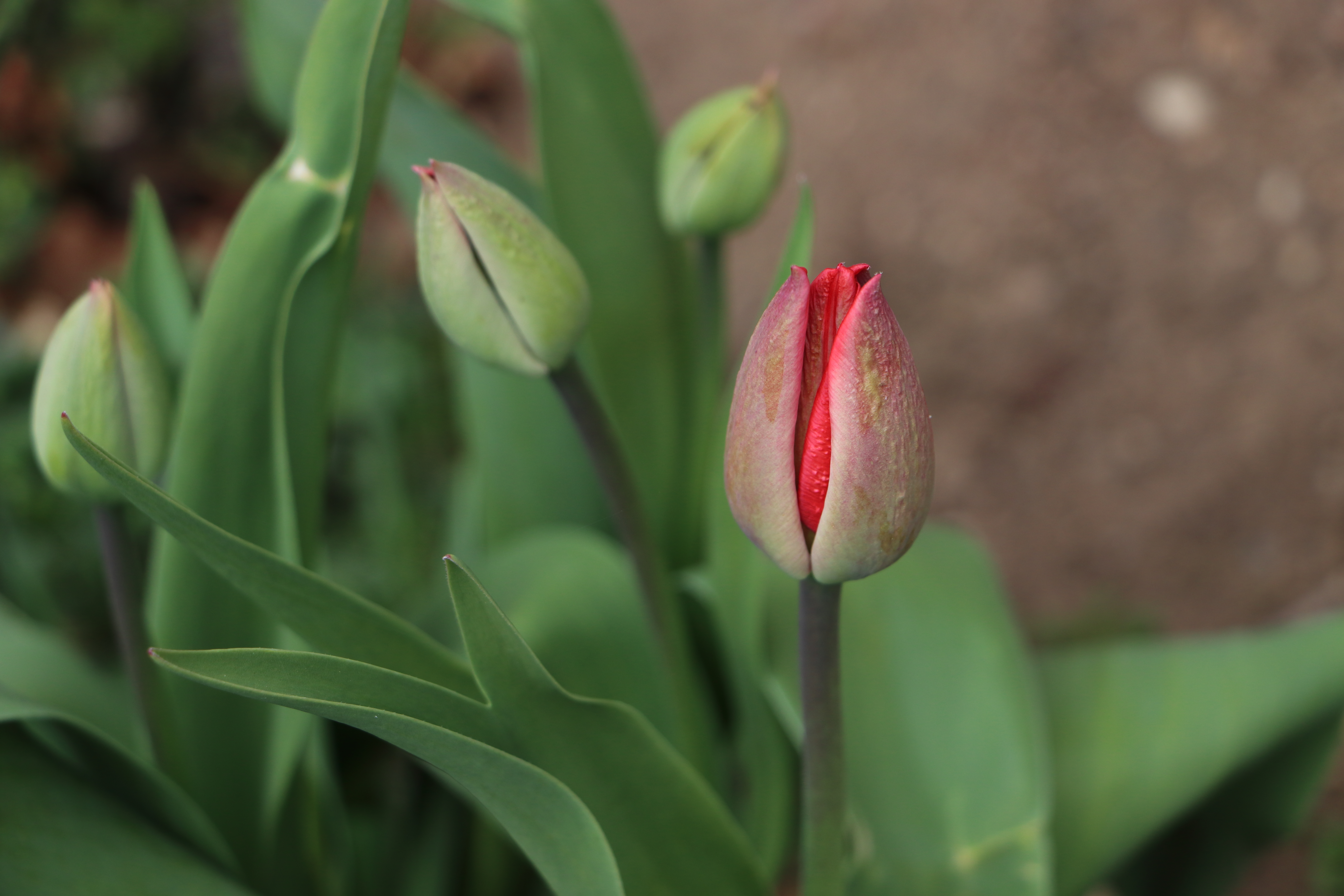
Фаза забарвленого бутону — товарна стадія при вирощуванні садових тюльпанів на продаж.

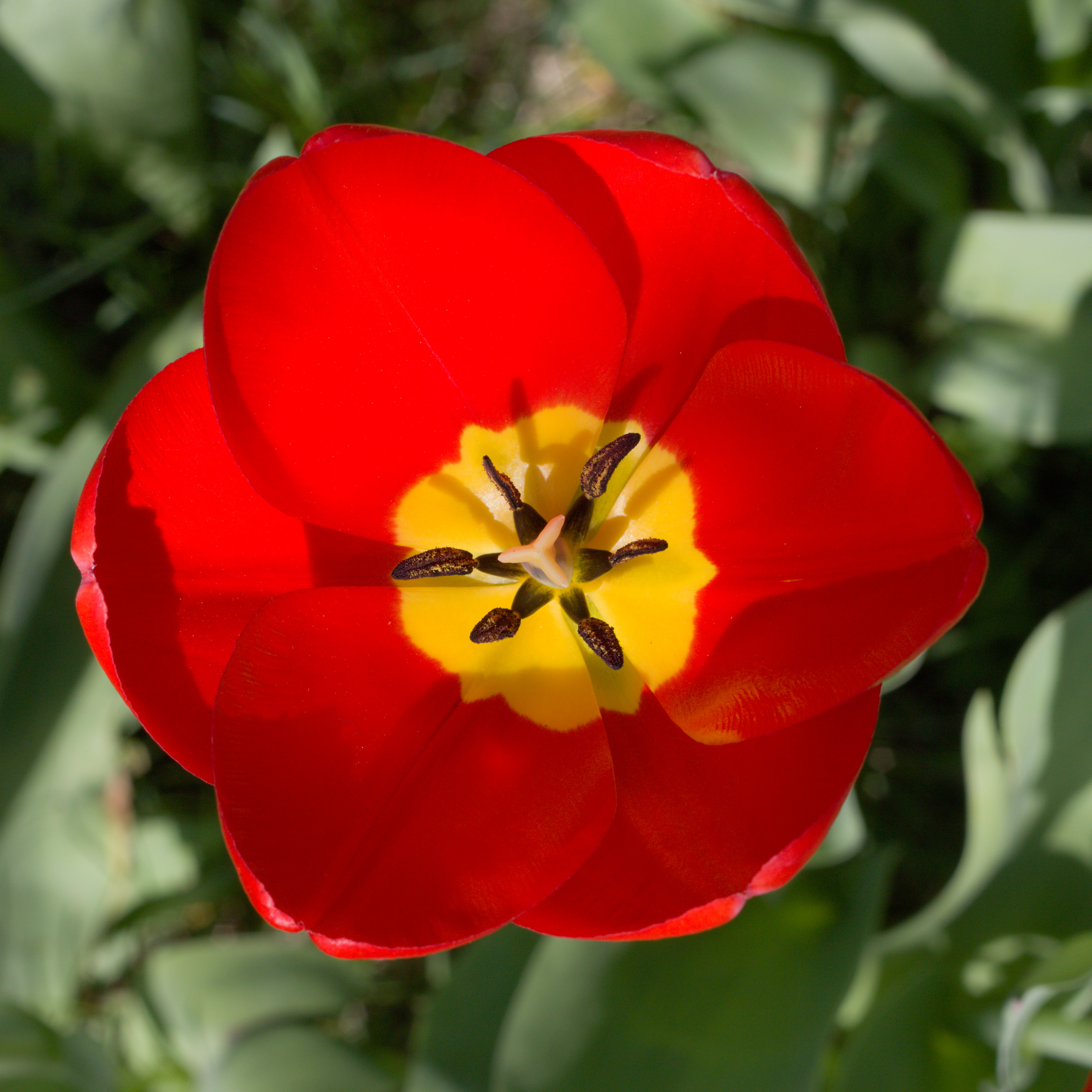
Вигляд «келиха» повністю розквітлого тюльпана.

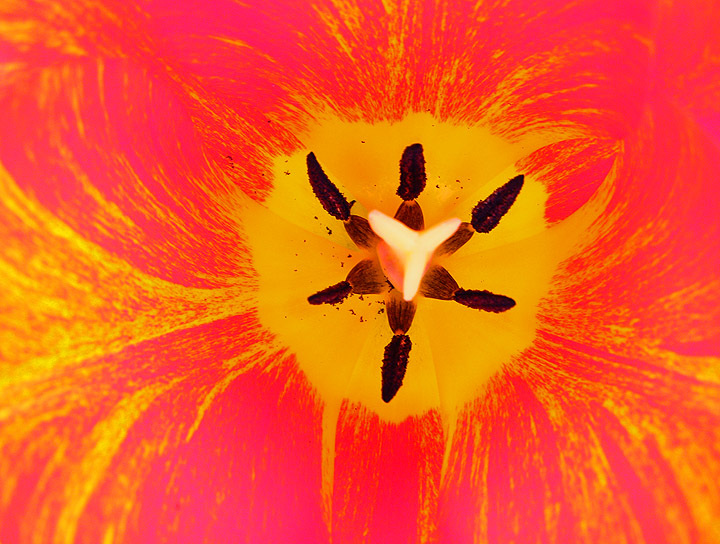
Генеративні органи квітки.

Багаторічна трав'яниста рослина 10—40 см (у культурних форм до 70 см) заввишки, полікарпик, криптофіт, геофіт. Цибулина завширшки 1,5—3 см, яйцеподібна, з паперовими або слабо шкірястими, темно-бурими оболонками, густо вкритими зсередини притиснутими щетинчастими волосками. Надземний пагін зазвичай одиночний, рідше парний, безрозетковий, сизо-зелений, голий або слабо улиснений, гладенький чи тонкоопушений. Листки завдовжки до 16 см, найбільший нижній листок може сягати 7 см завширшки. Як правило, листків буває 3—4 штуки, рідше до 7, вони стеблеосяжні, чергові, здебільшого скупчені при основі стебла, нижні відхилені убік, середні стирчать косо вгору, верхні майже вертикальні, формою від широкояйцеподібних до широколанцетних і лінійно-ланцетних, клиноподібно звужені до верхівки, цілокраї (іноді по краю кучеряві), зверху гладенькі, знизу коротко запушені, по краю війчасті, сизувато-зелені.
Квітки завширшки 5—15 см, одиночні, верхівкові, правильні, з легким приємним ароматом, на початку цвітіння келихоподібні, наприкінці цвітіння від зірчастих до блюдцеподібних. Оцвітина проста, шестичленна, опадна, з неоднаковими пелюстками в двох колах, які на верхівці часто бувають різко звуженими у коротке вістря. Пелюстки зовнішнього кола завдовжки 2,5—8 (10) см, завширшки 2—3 см, еліптичні або ланцетні. Пелюстки внутрішнього кола коротші та ширші за зовнішні, оберненояйцеподібні. Забарвлення квіток дуже різноманітне: найчастіше трапляються червоні або малинові (88,8 %), також звичайні жовті, помаранчеві, рідше трапляються пурпурові, білі, бузково-рожеві, пістряво-смугасті. При основі пелюсток з внутрішнього боку завжди є контрастна пляма круглої чи зірчастої форми, найчастіше (у червоних квіток) темно-оливкова або чорна з вузькою жовтою облямівкою, рідше — жовта (у червоних, білих квіток) або біла (у рожевих, пурпурових квіток). Загалом у цього виду описано понад 30 варіантів забарвлення. Тичинок 6, вони удвічі коротші за оцвітину, з голими, насичено-пурпуровими тичинковими нитками. Пиляки гостроконічні, темно-пурпурові, буро-жовті або жовті. Пилок темно-пурпуровий або жовтий, сипкий. Пилкові зерна сильно варіюють за розміром. Зав'язь тригнізда, з трилопатевою приймочкою, зеленкувато-жовта у квітів червоно-жовтої гами або білувата у рожевих і білих.
Плід — прямостояча, тупотригранна, звужена до обох кінців коробочка завдовжки 2—5 см, завширшки 2,2 см. Насіння численне, плоске, в середньому одна особина продукує близько 240 насінин. Характерною особливістю тюльпана садового є морфологічна мінливість. Частково вона обумовлена генетикою цього виду, а частково є наслідком вторинного здичавління окремих садових форм, які примножили варіабельність забарвлення серед диких особин.

### Генетика
Число хромосом 2n = 24. Генетичні дослідження виявили у тюльпана садового високий поліморфізм генів. Існує кореляція між поширеністю квіток того чи іншого кольору і умовами зростання. У великих популяціях переважає (іноді на 100 %) червоний колір, тому його вважають домінантним. В ізольованих популяціях квіти різнобарвні, що обумовлено інбридингом, внаслідок якого в гомозиготних алелях проявляються рецесивні ознаки.

## Поширення
Точний природний ареал тюльпана садового невідомий, оскільки ця рослина давно була введена в культуру, звідки за допомогою людини штучно поширилась (була інтродукована) у багатьох країнах світу. Цю ситуацію ускладнює те, що в придатних для тюльпана садового біотопах культурні особини (в тому числі не сильно змінені селекцією) можуть знову дичавіти, домішуючись до місцевих аборигенних популяцій. Дослідники сходяться на думці, що природною батьківщиною виду є Мала Азія. До природного ареалу тюльпана садового також належать Північне Причорномор'я, Крим, Приазов'я, Кавказ, межиріччя Дону і Волги, північ і захід Казахстану, північ Центральної Азії, південь Західного Сибіру. В усіх цих регіонах з давніх часів відомі чисельні й сталі популяції цього виду. Північна межа ареалу проходить через Південний Урал, Зауралля, східна — через північно-західні регіони Китаю, південна — через північно-західний Іран. Вторинний ареал охоплює Південну Європу. В України найбільші популяції тюльпана садового зосереджені на північному узбережжі Керченського півострова, навколо Сиваша, меншою мірою в Північному Приазов'ї.
В дикому середовищі зростає у степах різного типу, однак явно віддає перевагу південним з невисоким і відносно негустим трав'яним покривом. Для тюльпана садового характерні кострицево-ковилові, полиново-злакові, асфоделіно-ковилові та паліуросові рослинні угруповання. В окремих частинах ареалу він може населяти галявини серед дібров, кам'янисті степи, вапнякові та крейдяні відслонення, глинисті напівпустелі, степові солонці. З вторинних біоценозів здатен заселяти степові перелоги. Однаково успішно росте як на пологих ділянках, так і на схилах. У горах підіймається до висоти 900 м.
Тюльпан садовий у різних біотопах

## Екологія
Світлолюбна і холодостійка рослина, здатна витримувати зимове пониження температури до –29°C. До вмісту вологи в ґрунті помірно вимоглива (мезофіт). До якості ґрунту тюльпан садовий невимогливий, однак віддає перевагу добре дренованим, щебенистим субстратам. В природі він зростає на південних чорноземах, каштанових, карбонатних, глинистих, солонцюватих ґрунтах. Затінення і задерніння не переносить.
Розмножується ця рослина вегетативно і насінням. Вегетативне розмноження відбувається за допомогою дочірніх цибулин, воно поширене в культурі там, де необхідно зберігати сортову чистоту насаджень. З селекційною метою рослини розмножують насінням. У природі спостерігають тільки насіннєве відтворення. Тюльпан садовий — ентомофіл. Його цвітіння відбувається наприкінці квітня — у середині травня і триває 6—12 днів. В багаточисельних популяціях (в маницьких степах, на Єргенях) тюльпан садовий виступає співдомінантом до панівних видів рослин і під час цвітіння створює аспект. Плодоносить у червні — липні. Насіння розповсюджується балістичним способом, висипаючись з коробочки при її розгойдуванні (автохорія).
Вид належить до ефемероїдів, тобто рослин з коротким періодом вегетації. Невдовзі після цвітіння листя у рослини відмирає і другу половину літа — початок осені вона проводить у стані спокою. В цей час відбувається приховане формування бруньок всередині цибулини. У жовтні відростають нові корінці, однак новий пагін починає рости тільки весною наступного року. Розвиток сіянців тюльпана садового повільний, вперше молоді рослини квітнуть лише у віці 6—8 років, регулярне цвітіння в однієї й тієї ж особини спостерігають до 12—13 років, а загальна тривалість життя у тюльпана садового становить 30—50 років.
У природі й, особливо, в культурі ці рослини вражають віруси мозаїки, які призводять до появи контрастних смуг на пелюстках. Раніше багато з таких рослин помилково сприймали за нові сорти. При недотриманні умов агротехніки, зокрема, надмірному зволоженні, на цибулинах тюльпана садового можуть паразитувати фітопатогенні гриби, що викликають пеніцильоз, фузаріоз, сіру гниль. Його соком живляться деякі попелиці. Цибулинами харчуються мишак європейський і полівка звичайна.

## Використання
Тюльпан садовий розмірами і яскравістю квітів перевершує інших представників роду, а тому здавна привернув увагу людини. Його красу оспівували поети Середньовіччя, наприклад, перський поет Рудакі у віршах часто порівнював вуста коханої з «лалом» (перська назва тюльпана). Більшість істориків науки дотримується думки, що цей вид був інтродукований в Османській імперії в XV столітті, а вже у XVI столітті ця рослина в країні стала найпопулярнішою квіткою. Тюльпан садовий висаджували і в приватних квітниках, і в садах можновладців. Існують свідоцтва, що в 1574 році до саду султана Селіма II завезли 300 000 тюльпанових цибулин з околиць Кафи, де цей вид особливо чисельний. Така увага з боку садівників в поєднанні з природною мінливістю виду створили ідеальні умови для появи різноманітних культиварів. В цей же період Османська імперія налагодила тісні зв'язки з країнами Західної Європи. Європейські дипломати і купці вивозили зі Стамбула найбільш екзотичні товари, до переліку яких потрапила і досі невідома їм вогняна квітка. Початком інтродукції тюльпана садового в Західній Європі вважають 1554 рік.
Спочатку цю рослину завезли в Австрію, де вона стала окрасою Віденського саду лікарських рослин, звідти вона потрапила до Франції, Німеччини, Нідерландів. Тюльпани полонили європейських аматорів садівництва так же швидко, як і турецьких. Особливо вони припали до смаку голландцям, які познайомились з ними в 1570 році. Через рік Конрад Геснер склав перший науковий опис цього виду. Голландці почали самостійну селекцію і за кількістю сортів невдовзі перевершили не тільки батьківщину садового тюльпана, а й стали світовими лідерами. Деякий час інтерес до цих рослин був ажіотажним, а на торгівлі їхніми цибулинами навіть побудували фінансову піраміду, відому як тюльпаноманія. Для збільшення генетичного різноманіття, необхідного для селекційного добору, цей тюльпан почали схрещувати з іншими дикорослими видами. Іноді ці міжвидові гібриди називають тюльпаном гібридним (Tulipa × hibrida hort.), хоча ця назва не має таксономічного статусу. За сучасною садівничою класифікацією сорти, що походять від тюльпана садового, складають 3 з 4-х основних груп та 11 з 15 класів усіх культурних тюльпанів, причому це саме ті класи, що включають найбільше число сортів і вирощуються якнайширше. З близько 15 000 сортів тюльпанів, що існують у світі, більшість створено на основі тюльпана садового.
Сорти тюльпана садового
Тюльпани садові широко використовують у садово-парковому мистецтві, аранжуванні букетів. Вирощуванням цих рослин займаються практично в усіх країнах помірного поясу, але світовим лідером за обсягом виробництва і селекційною роботою залишаються Нідерланди. Зрізні тюльпани голландського виробництва продають в різні країни, частину виробленої продукції реалізують через аукціони, а віддаленим замовникам доправляють квітковий вантаж літаками. Нарівні з букетною продукцією важливим сегментом голландського ринку є продаж сортових цибулин. В садах ці рослини використовують двома способами. Високі яскраві сорти висаджують великими групами на газонах або в рабатках, де вони утворюють килим, після відцвітання такі насадження замінюють іншими сезонними квітами. Крім того, високі сорти використовують для вигонки. Нижчі сорти і сорти зі складною формою квітки висаджують малими групами у бордюрах, складних композиціях з іншими рослинами, а також у рокаріях, вазонах.
Цибулини тюльпана садового містять тюліпозид A, здатний викликати алергію у людей з підвищеною чутливістю. Тому цю рослину вважають умовно отруйною. Однак під час Другої світової війни в Нідерландах через нестачу їжі були випадки харчування цибулинами тюльпанів. Попри неприємний смак вони не завдають серйозної шкоди здоров'ю.
Масове цвітіння тюльпанів — видовищна атракція, тому в цей період в різних країнах проводять спеціалізовані фестивалі. Найвідоміший з них проходить в голландському парку Кекенгоф, в якому більшу частину насаджень складають ранньовесняні квіти. Щороку тут демонструють близько 7 мільйонів тюльпанів 800 сортів, якими милується близько мільйона туристів. На Канадському фестивалі тюльпанів демонструють близько 750 000 квітів. В Туреччині Стамбульський фестиваль тюльпанів традиційно влаштовують у парку султанського палацу Топкапи. В Україні найбільша колекція з 2 мільйонів тюльпанів, яку щовесни відвідує чимало любителів квітів, знаходиться у Кропивницькому дендропарку. Ці заходи привертають увагу не тільки місцевої публіки, а й гостей з інших країн, тому тюльпанові фестивалі є важливим рушієм міжнародного і культурного туризму. В регіонах традиційного поширення тюльпанів ці квіти набули символічного значення. Наприклад, тюльпан садовий часто фігурує у фольклорі донських козаків під назвою «лазорик»; є офіційним символом Оттави; неофіційним, але загальновизнаним символом країни вважають тюльпан у Нідерландах; в тюркських країнах він уособлює щастя і спокій.
Тюльпани в парку Кекенгоф

## Статус виду
Що стосується генетично не змінених диких популяцій, то їхня доля склалася інакше. На більшій частині ареалу тюльпан садовий знищили зміни середовища, перш за все, розорювання цілинних земель, а також випалювання трави, витоптування поблизу рекреаційних зон. Значною мірою зменшення чисельності виду обумовлене його декоративністю, із-за якої цю рослину масово викопують для пересадки в сади і збирають для букетів. Збирання квітів особливо шкодить цьому видові, тому що не тільки позбавляє особину можливості розмножуватись, а й часто призводить до виснаження підземних органів, а отже, до загибелі всієї рослини. До помірних пасовищних навантажень тюльпан садовий стійкий, оскільки містить отруйний алкалоїд тюліпін, завдяки якому худоба уникає його їсти. Однак надмірне випасання худоби шкодить рослинам, тому що тварини витоптують цибулини.

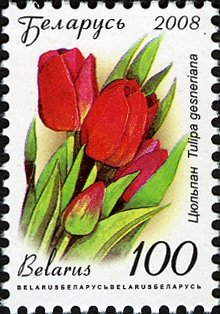
Тюльпан садовий на поштовій марці Білорусі.

Одна з найбільших депопуляцій цього виду сталась у 1950-х роках на Північному Кавказі, зокрема в Чечні, де викопування цибулин на продаж перетворилось на один із видів заробітку. В цей період щороку до Москви вивозили сотні тисяч дикорослих цибулин. Показово, що хижацькі знищені осередки тюльпану садового відновились у 1990-х роках у зв'язку із занепадом скотарства. У 2020-х роках стабільні та чисельні популяції цього виду існують в Дагестані (густиною 3—50 особин на 1 м²), Присивашші (12—35 ос./м²), у приманицьких степах (0,3—5 ос./м²), однак всі вони розташовані в малонаселених районах. Для збереження цього виду бажано вводити в культуру дикі форми, не змінені селекцією, а для збереження генетичної чистоти розмножувати рослини вегетативно, зокрема, культурою тканин. В Росії ця рослина занесена до Червоних книг 11 адміністративних одиниць, в Україні включена до національної Червоної книги під назвою тюльпан Шренка (див. розділ таксономія). Тюльпан садовий охороняють у багатьох заповідниках і заказниках, ряд яких створено спеціально для збереження цього виду. Найбільше, таких «тюльпанових» природоохоронних територій знаходиться на Донщині, в Калмикії.
Список природоохоронних документів, в які занесено тюльпан садовий:
| - Червона книга України (2008); - Червона книга Волгоградської області (2017); - Червона книга Республіки Інгушетія (2007); - Червона книга Кабардино-Балкарської Республіки (2018); - Червона книга Калмикії (2014); - Червона книга Краснодарського краю (2017); | - Червона книга Республіки Дагестан (2009); - Червона книга Ростовської області (2014); - Червона книга Самарської області (2017); - Червона книга Саратовської області (2006); - Червона книга Ставропольського краю (20002); - Червона книга Тамбовської області (2002); |

## Таксономія

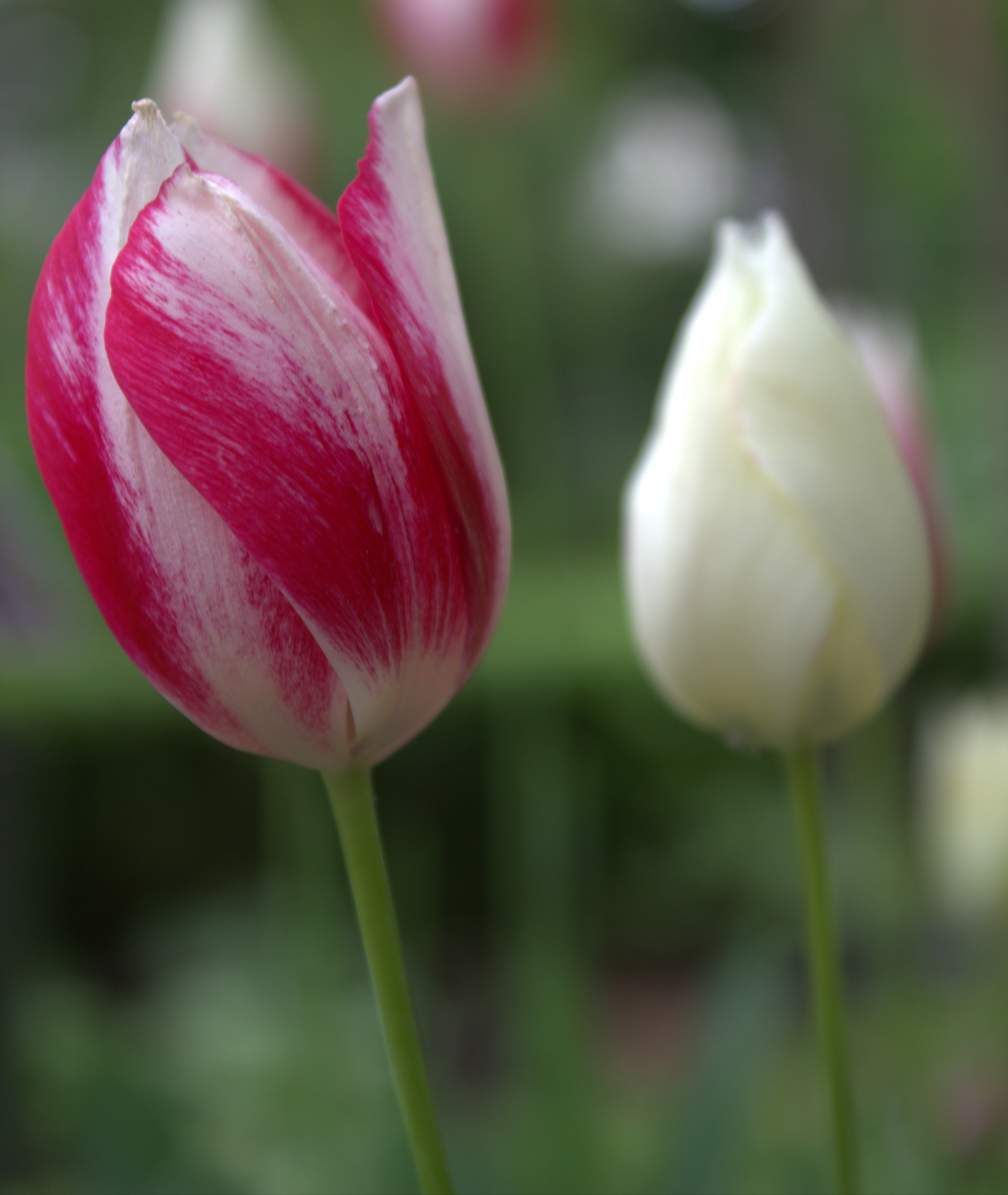
Тюльпан Маржолетті — один із природних різновидів садового тюльпана.

Перша наукова згадка цього виду належить Конраду Геснеру, однак видатний ботанік обмежився морфологічним описом, так і не визначивши таксономічний статус рослини. Біномінальну назву тюльпану садовому надав Карл Лінней, який підніс його до рангу самостійного виду. У XXI столітті такої позиції дотримується більшість ботаніків, проте існують й альтернативні погляди. Так, через значну морфологічну мінливість ще у XIX сторіччі в межах цього таксону описали ряд підвидів і різновидів, серед яких:
- Tulipa gesneriana var. lutea Regel
- Tulipa gesneriana var. minor Boiss.
- Tulipa gesneriana subsp. schrenkii (Regel) Nyman
- Tulipa gesneriana var. spathulata (Bertol.) Nyman[1].

Згодом вже сам тюльпан садовий деякі систематики прирівняли до підвиду тюльпана Шренка, зокрема, це таксономічне положення відбито у Червоній книзі України (на основі праць Є. В. Мордак). Ще більш радикальною виглядає пропозиція вважати тюльпан Шренка і тюльпан садовий підвидами тюльпана запашного (Tulipa suaveolens Roth).
Згідно з базою сайту The Plant List тюльпан садовий — самостійний вид, для якого існують наступні латинські синоніми:
| - Tulipa acuminata Vahl ex Hornem. - Tulipa acutiflora DC. ex Baker — нечинний - Tulipa armena f. galatica (Freyn) Raamsd. - Tulipa aurea Raf. - Tulipa aximensis E.P.Perrier & Songeon - Tulipa baldaccii Mattei - Tulipa bicolor Raf. - Tulipa billietiana Jord. - Tulipa bonarotiana Reboul - Tulipa campsopetala Delaun. ex Loisel. - Tulipa connivens Levier - Tulipa connivens var. luteoguttata Levier - Tulipa connivens subsp. luteoguttata (Levier) K.Richt. - Tulipa connivens var. obtusata Levier - Tulipa connivens subsp. obtusata (Levier) K.Richt. - Tulipa cornuta Delile - Tulipa coronaria Salisb. — нечинний - Tulipa didieri Jord. - Tulipa didieri var. billietiana (Jord.) Baker - Tulipa didieri subsp. billietiana (Jord.) Nyman - Tulipa didieri var. flavicans Levier - Tulipa didieri subsp. flavicans (Levier) K.Richt. - Tulipa didieri var. mauriana (Jord. & Fourr.) Baker - Tulipa didieri var. planifolia (Jord.) Baker - Tulipa didieri subsp. platystigma (Jord.) Nyman - Tulipa elegans Baker - Tulipa etrusca Levier - Tulipa fransoniana Parl. - Tulipa fransoniana subsp. mauriana (Jord. & Fourr.) Nyman - Tulipa fulgens Baker - Tulipa galatica Freyn - Tulipa gesneriana var. spathulata (Bertol.) Nyman - Tulipa grengiolensis Thommen - Tulipa hortensis Gaertn. - Tulipa laciniata Fisch. ex Bellerm. - Tulipa lurida Levier - Tulipa lutea Freyn - Tulipa marjolletii E.P.Perrier & Songeon - Tulipa mauriana Jord. & Fourr. - Tulipa mauriannensis Didier - Tulipa mauritiana Jord. - Tulipa media C.Agardh ex Schult. & Schult.f. - Tulipa montisandrei J.Prudhomme - Tulipa neglecta Reboul | - Tulipa neglecta var. atroguttata Levier - Tulipa neglecta subsp. atroguttata (Levier) K.Richt. - Tulipa passeriniana Levier - Tulipa perrieri Marj. ex P.Fourn. — нечинний - Tulipa planifolia Jord. - Tulipa platystigma Jord. - Tulipa pubescens Willd. - Tulipa repens Fisch. ex Sweet - Tulipa retroflexa Baker - Tulipa rubidusa Lieser - Tulipa saracenica E.P.Perrier - Tulipa scabriscapa Fox-Strangw. - Tulipa scabriscapa var. bonarotiana (Reboul) Nyman - Tulipa scabriscapa var. hawardeniana Bertol. - Tulipa scabriscapa var. mixta Fox-Strangw. - Tulipa scabriscapa var. neglecta (Reboul) Nyman - Tulipa scabriscapa var. primulina Fox-Strangw. - Tulipa scabriscapa var. rebouliana Bertol. - Tulipa scabriscapa var. sommieri (Levier) Nyman - Tulipa scabriscapa var. strangulata (Reboul) Fox-Strangw. - Tulipa scardica Bornm. - Tulipa sedunii Lieser - Tulipa segusiana E.P.Perrier & Songeon - Tulipa serotina Reboul - Tulipa serotina var. etrusca (Levier) Nyman - Tulipa sommieri Levier - Tulipa spathulata Bertol. - Tulipa stenopetala Delaun. ex Loisel. - Tulipa strangulata Reboul - Tulipa strangulata var. bonarotiana (Reboul) Levier - Tulipa strangulata subsp. bonarotiana (Reboul) K.Richt. - Tulipa strangulata subsp. obtusa K.Richt. - Tulipa strangulata var. obtusata Levier - Tulipa strangulata var. variopicta (Reboul) Levier - Tulipa strangulata subsp. variopicta (Reboul) K.Richt. - Tulipa stricta Stokes - Tulipa suaveolens var. passeriniana (Levier) Nyman - Tulipa turcica var. media (C.Agardh ex Schult. & Schult.f.) Regel - Tulipa unguiculata Raf. - Tulipa variopicta Reboul - Tulipa viridiflora auct. - Tulipa vitellina auct. |

## Галерея
|  |  |  |  |